# Fuerzas de Defensa de Namibia
Las Fuerzas de Defensa de Namibia (FDN) son las fuerzas militares nacionales del país. Se creó cuando el país, entonces conocido como África del Sudoeste, se independizó de Sudáfrica del apartheid en 1990. El capítulo 15 de la Constitución de Namibia establece las FDN y define su papel y propósito como "... defender el territorio y los intereses nacionales de Namibia".
El ejército de Namibia nació de la integración del anteriormente beligerante Ejército Popular de Liberación de Namibia (PLAN), ala militar de la Organización del Pueblo de África del Sudoeste, y de la Fuerza Territorial de África Sudoccidental (SWATF), brazo de seguridad de la antigua administración sudafricana. Los británicos formularon el plan de integración de fuerzas y empezaron a entrenar a las FDN, que constan de cinco batallones y un pequeño elemento de cuartel general. El batallón de infantería keniano del Grupo de Asistencia de Transición de las Naciones Unidas (UNTAG) permaneció en Namibia durante tres meses después de la independencia para colaborar en el adiestramiento de las FDN y estabilizar el norte. Martin Shalli y Charles 'Ho Chi Minh' Namoloh participaron en las negociaciones que permitieron la permanencia del batallón de infantería keniano durante ese periodo.

## Propósito
Las principales funciones de las Fuerzas de Defensa de Namibia son garantizar la soberanía y la integridad territorial del país protegiéndolo de agresiones externas, tanto convencionales como no convencionales; impedir la violación de la integridad territorial de Namibia; y prestar asistencia a las autoridades civiles en la vigilancia y protección de los edificios gubernamentales y las instalaciones clave, según lo dispuesto en la Ley de Defensa.
El gasto en defensa y el porcentaje del PIB incluían 90 millones de dólares en 1997/98, el 2,6% del PIB. La cifra de 73,1 millones en 2002 fue el 2,4% del PIB. Estas cifras son casi con toda seguridad estimaciones del CIA World Factbook.

## Historia
El General de División A W Dennis, CB, OBE (rtd), del Ejército Británico, anteriormente Director de Asistencia Militar en el Extranjero, hizo los siguientes comentarios sobre la fase inicial en Namibia en una conferencia en Pretoria, Sudáfrica, el 6 de agosto de 1992:

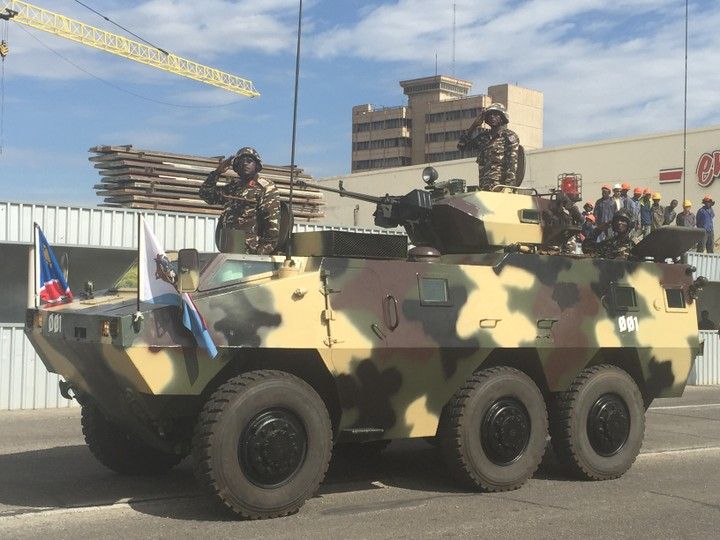
APC W523 del Ejército

Sin duda recordarán que los acuerdos de Angola se firmaron en Luanda el 22 de diciembre de 1988. En noviembre de 1989, la SWAPO obtuvo el 57% de los votos en las elecciones generales de Namibia y solicitó inmediatamente la ayuda de un equipo británico de asesoramiento y entrenamiento militar tras la independencia, el 21 de marzo de 1990. El equipo, formado inicialmente por 55 personas, se desplegó el 26 de marzo de 1990 y los primeros cuadros de mando, para los batallones 1º y 2º, se formaron del 17 de abril al 2 de junio. El 1 de julio, el 1er Batallón, con unos 1.000 hombres, acompañado por 5 asesores del BMATT, se había desplegado en la frontera norte. En noviembre de 1990, sólo cuatro meses más tarde, se había desplegado el 5º Batallón y a principios de 1991 se había formado también el 21º Batallón de Guardias, se habían impartido cuatro cursos para personal, el adiestramiento en armas de apoyo y logística estaba muy avanzado (de hecho, un batallón de logística se desplegó ya en julio de 1990) y se había realizado un ejercicio de prueba operativa. Además, el Ministerio de Defensa, una mezcla de personal civil y militar, funcionaba como un departamento de estado. Nadie pretendería que todo funcionaba a la perfección, pero se había conseguido mucho en el primer año tras la independencia. La mayoría de la gente estará probablemente de acuerdo en que, con unos 7.500 efectivos, el Ejército es innecesariamente grande, pero habrá que hacer planes sensatos para emplear a los soldados sobrantes antes de que sean licenciados. La integración no ha sido fácil de lograr, al menos en parte, debido a la necesidad de utilizar varios intérpretes para hacer frente a la gran variedad de idiomas. Los batallones están formados por aproximadamente un 70% de ex-PLAN y un 30% de ex-SWATF. Esta mezcla podría haber resultado explosiva, pero acosados por sus instructores del BMATT se unieron en una tarea común (¡o quizás ante un enemigo común!) y pronto se dieron cuenta de que podían trabajar bien juntos. En los niveles superiores, la integración ha sido más desigual, al menos en parte debido a la marcha de la mayoría de los oficiales blancos sudafricanos y del SWATF. Pero las intenciones del gobierno parecen claras, ya que decidió dividir por igual las cuatro direcciones del Ministerio de Defensa, nombrando dos directores blancos y dos negros (ex PLAN). En todo esto, el BMATT de Namibia ha desempeñado un papel notablemente similar al del BMATT de Zimbabue.

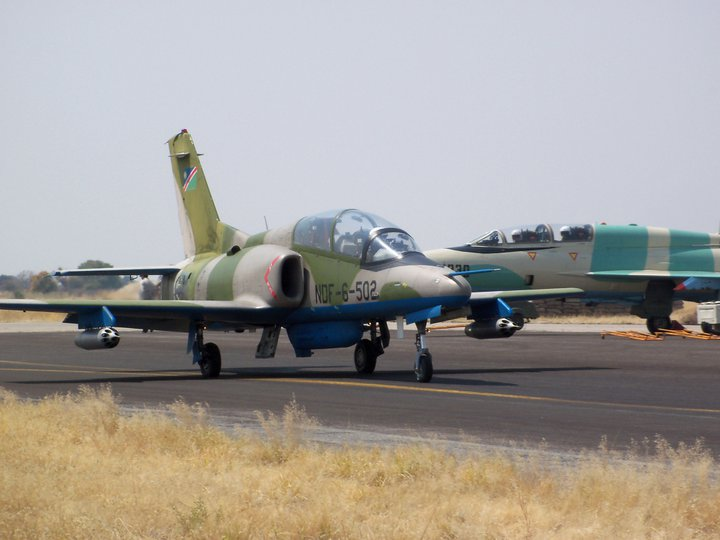
Fuerza Aérea K-8

En agosto de 1999, una facción separatista lozi de la franja de Caprivi lanzó un intento de golpe de Estado (véase Conflicto de Caprivi) que fue sofocado sumariamente por las Fuerzas de Defensa de Namibia. El ejército ha llevado a cabo operaciones de seguridad a lo largo de la frontera norte con Angola. En el transcurso de estas operaciones, en 2001 se denunció que el ejército había torturado a personas sospechosas de ser simpatizantes de UNITA.IRIN informó de que el Ministerio de Defensa había admitido que dos soldados namibios murieron luchando contra presuntos rebeldes de UNITA en el sur de Angola en julio de 2001.
El 24 de mayo de 2010, Chen Bingde, jefe del Departamento de Estado Mayor del Ejército Popular de Liberación y miembro de la Comisión Militar Central, se reunió en Windhoek con Charles Namoloh y Peter Nambundunga, comandante en funciones de las Fuerzas de Defensa de Namibia. En su reunión, ambas partes mantuvieron conversaciones en profundidad sobre el fortalecimiento de los intercambios y la cooperación entre las dos fuerzas armadas. Chen estuvo acompañado por el jefe de Estado Mayor del Segundo Cuerpo de Artillería y dos jefes de Estado Mayor de la Región Militar del Ejército Popular de Liberación. Chen también se reunió ese día con el presidente Pohamba.

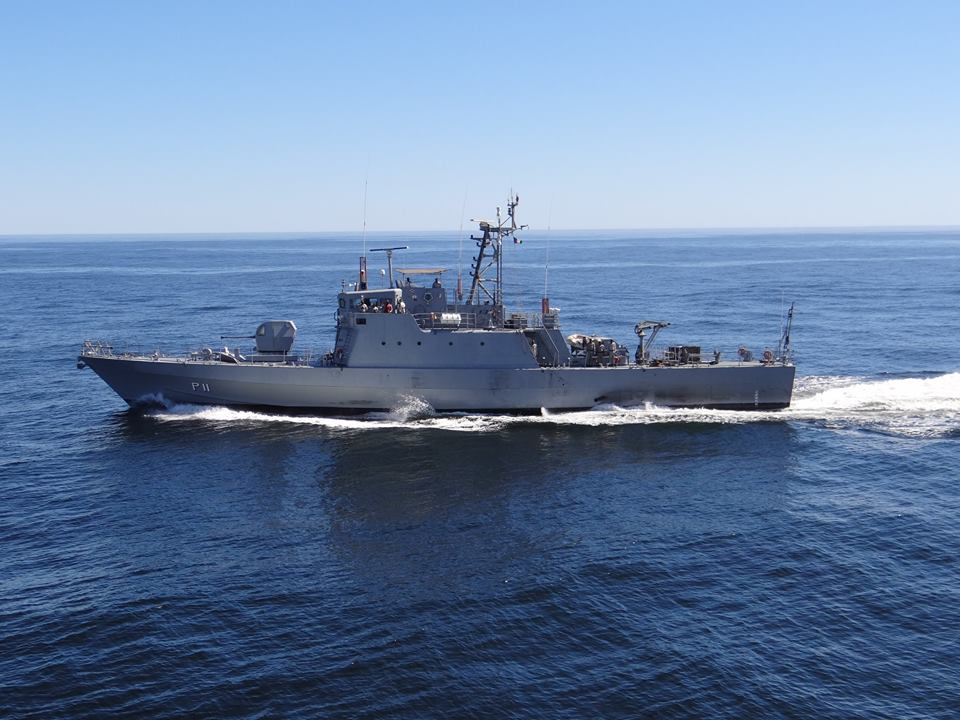
NS Brendan Simbwaye

En 2012, los oficiales de la FDN anunciaron la suspensión de su campaña de reclutamiento debido a la falta de "instalaciones de alojamiento" para el nuevo personal durante un periodo de dos años. Sin embargo, la suspensión no incluía la contratación de personal especializado, ya que en 2013 la Armada de Namibia llevó a cabo un ejercicio de contratación de marineros (oficiales y soldados) e infantes de marina. En 2014, el reclutamiento se reanudó tras resolverse los problemas de alojamiento.

## Organización y estructura

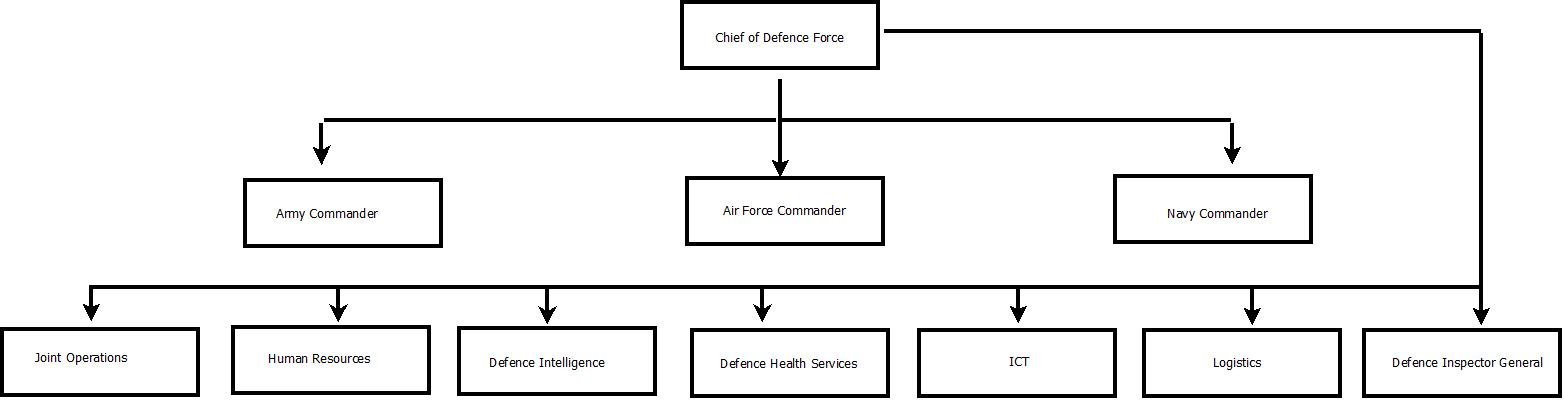

El Jefe de las Fuerzas de Defensa es el oficial de más alto rango y ejerce el mando ejecutivo general de las fuerzas. Los jefes de servicio son oficiales generales de dos estrellas, oficiales del aire y oficiales de bandera al mando de sus respectivas ramas de servicio. Las direcciones de las Fuerzas de Defensa Nacional están dirigidas por oficiales generales de una estrella, oficiales del aire y oficiales de bandera. La excepción, sin embargo, es la Dirección de Operaciones Conjuntas, cuyo jefe es un general de división. La Dirección de Operaciones Conjuntas es responsable del despliegue de fuerzas en las Fuerzas Armadas.
- Jefe de las Fuerzas de Defensa: Mariscal del Aire Martin Pinehas[16]

- Comandante del Ejército: General de División Aktofel Nambahu

- Comandante de las Fuerzas Aéreas: Vice Mariscal del Aire Teofilus Shaende [17]

- Comandante de la Armada: Contralmirante Alweendo Amungulu

- Jefe de Estado Mayor; Operaciones Conjuntas: General de División Joshua Namhindo[16]

- Jefe de Estado Mayor; Recursos Humanos: Comandante del Aire Retoveni Muhenje

- Jefe de Estado Mayor; Inteligencia de Defensa:

- Jefe de Estado Mayor; Servicios Sanitarios de Defensa: General de Brigada Dr. S.S. Ndeitunga[16]

- Jefe de Estado Mayor; Tecnología de la Información y la Comunicación:

- Jefe de Estado Mayor; Logística:

- Jefe de Estado Mayor; Inspector General de Defensa:

### Jefe de las Fuerzas de Defensa

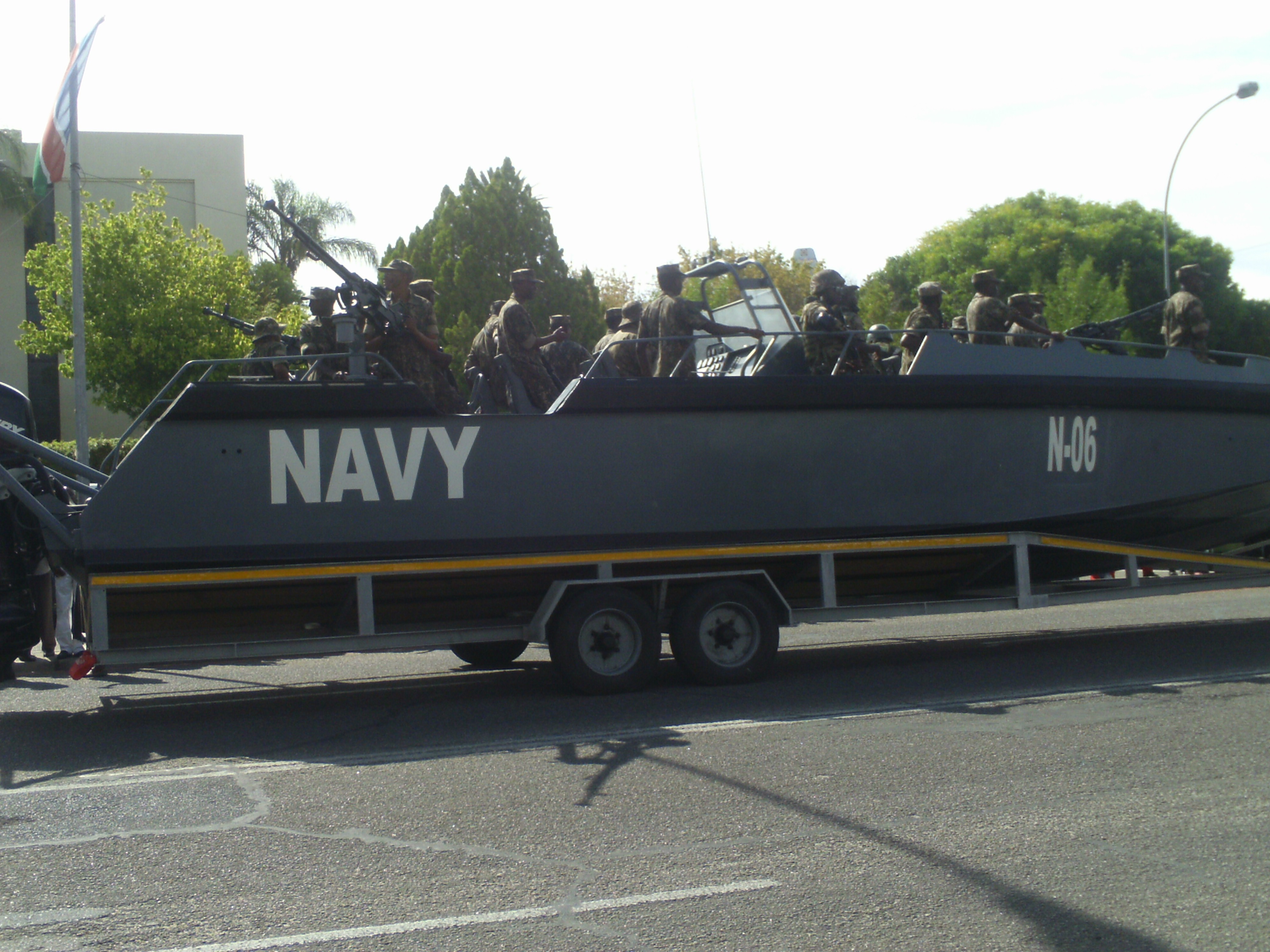
Marines en un interceptor

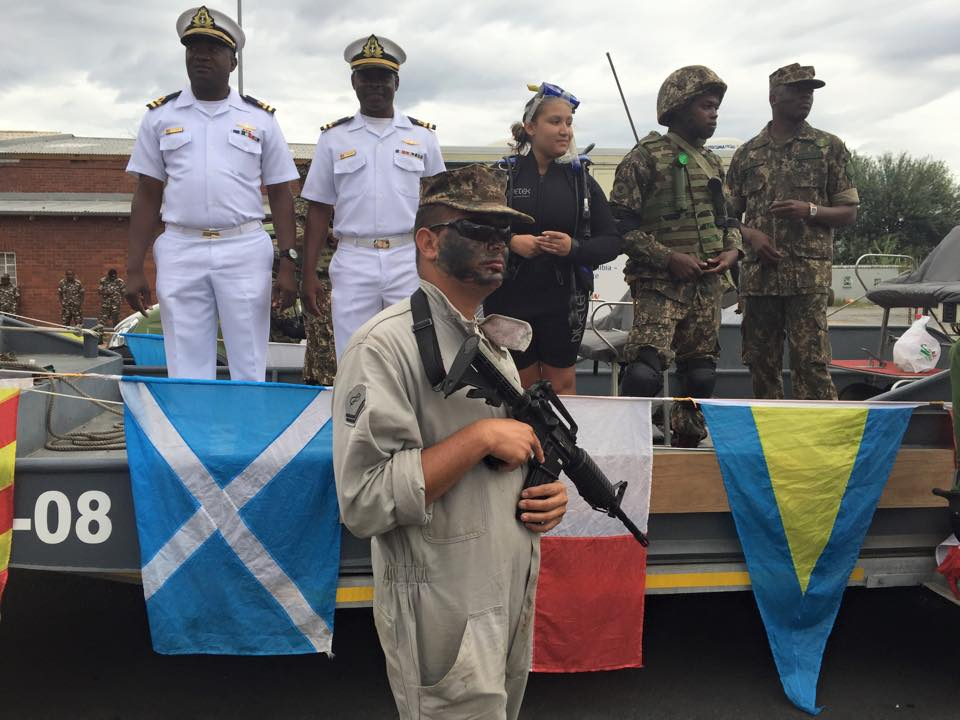
Militares de la Armada

El Jefe de las Fuerzas de Defensa (Namibia) es siempre un General/Aire/ Oficial de Bandera de tres estrellas del cuerpo de oficiales. El primer jefe de las FDN fue el teniente general Dimo Hamaambo. Anteriormente había sido jefe del PLAN y superviviente de la batalla de Cassinga. El Teniente General Hamaambo fue el primero en ser enterrado en el monumento conmemorativo Acre de los Héroes a las afueras de Windhoek, pocos días después de su inauguración oficial en 2002. El Teniente General Solomon Huwala sustituyó a Hamaambo como Jefe del FDN tras la jubilación de éste. Tras la jubilación del Teniente General Huwala en octubre de 2006, el Teniente General Martin Shalli se puso al frente del FDN.
El Presidente Hifikepunye Pohamba suspendió al Teniente General Shalli de su cargo de Jefe de las Fuerzas de Defensa en 2009 por acusaciones de corrupción, que se remontaban a la época en que Shalli ejercía de Alto Comisionado de Namibia en Zambia. Durante el tiempo que duró la suspensión, el comandante del ejército, general de división Peter Nambundunga, actuó como Jefe. Shalli fue finalmente obligado a retirarse en enero de 2011; el puesto de Jefe de la FDN fue otorgado a Epaphras Denga Ndaitwah. Ndaitwah ocupó el cargo hasta el 31 de diciembre de 2013, fecha en la que el puesto de Jefe del FDN pasó a manos del general de división John Mutwa.
En febrero de 2012, se informó de que una empresa china ingresó 499.950 dólares en la cuenta de Shalli en Zambia mientras era jefe del FDN. Poly Technologies suministraba equipos al FDN en aquel momento.
- 1990-2000 Teniente General Dimo Hamaambo, Ejército de Namibia.

- 2000-2006 Teniente General Solomon Huwala, Ejército de Namibia.

- 2006-2011 Teniente General Martin Shalli, Ejército de Namibia.

- 2011-2013 Teniente General Epaphras Denga Ndaitwah, Ejército de Namibia.

- 2013-2020 Teniente General John Mutwa, Ejército de Namibia.

- 2020 - Mariscal del Aire Martin Pinehas, Fuerza Aérea de Namibia.

### Sargento Mayor FDN

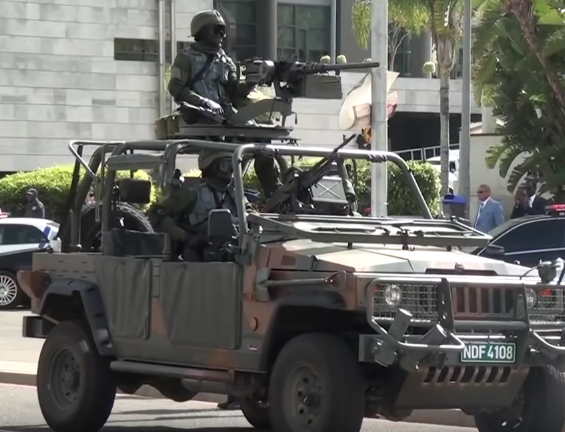
Fuerzas Especiales en un viaje

El Sargento Mayor de las FDN es el nombramiento más alto que puede recibir un Suboficial. Las funciones del Sargento Mayor de la FDN incluyen asegurarse de que se mantengan la disciplina, los ejercicios, el código de vestimenta, las normas de rendimiento y la moral de los suboficiales. El actual Sargento mayor de las FDN es el Suboficial de Clase 1 (WO1) Leonard Iiyambo. Ha sucedido al suboficial Albert Siyaya, que a su vez tomó el relevo del suboficial Isak Nankela, retirado de la Marina de Namibia.
Los anteriores sargentos mayores son:
- 1990-1997 WO1 retirado K. Lossen, Ejército de Namibia
- 1997-2000 Tardío WO1 retirado A.H. Vatileni, Ejército de Namibia
- 2000-2007 WO1 retirado E.K. Mutota, Ejército de Namibia
- 2007-2011 Suboficial Primero retirado D.J. Angolo, Armada de Namibia
- 2011-2017 WO1 retirado Isak Nankela, Fuerza Aérea de Namibia
- 2017-2018 WO1 Albert Siyaya, Fuerza Aérea de Namibia[23]
- 2018-2019 WO1 Leonard Iiyambo, Ejército de Namibia
- 2019- Titular WO1 Joseph Nembungu, Fuerza Aérea de Namibia[24]

### Dirección de Operaciones Conjuntas

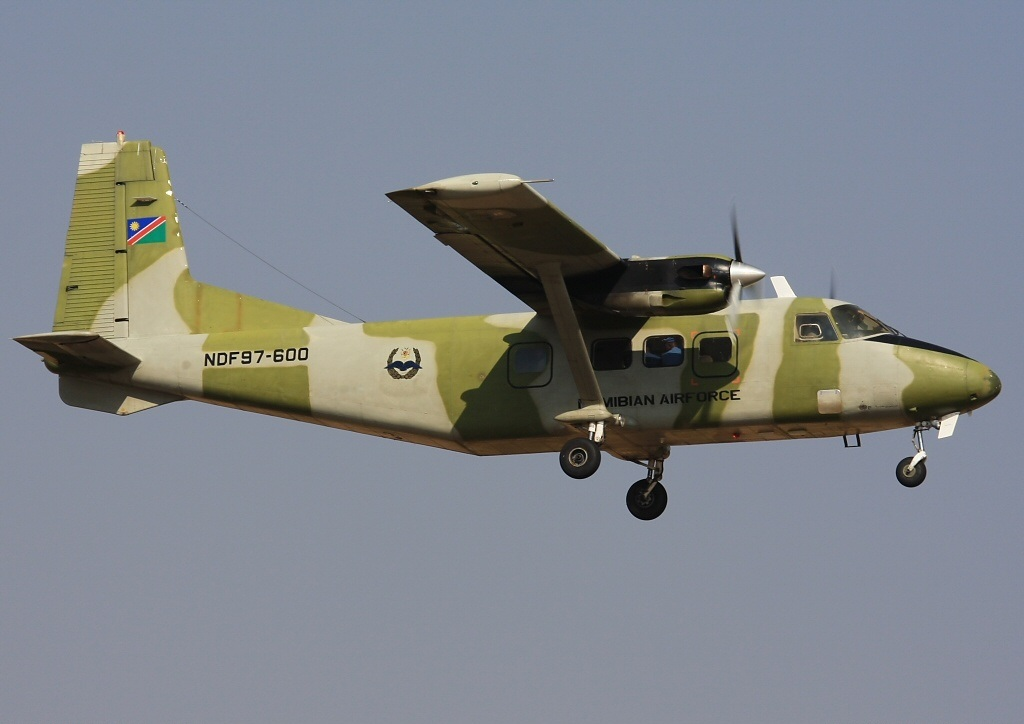
Harbin Y-12

La Dirección de Operaciones Conjuntas es la única dirección dirigida por un Oficial de Bandera/Aire/General de dos estrellas. Su función es coordinar y dirigir las Operaciones combinadas, aplicar planes y doctrinas en la fuerza. El primer Director de Operaciones en 1990 fue el General de Brigada Martin Shalli.

### Servicios de Sanidad de la Defensa
Los Servicios de Sanidad de la Defensa prestan servicios médicos al personal de servicio y gestionan las enfermerías de todas las bases y unidades, así como los hospitales militares.

### Dirección de Logística
La Dirección de Logística es responsable del suministro de material a las fuerzas. El primer Director de Logística fue el Coronel Peter Nambundunga.

### Inspección de Defensa

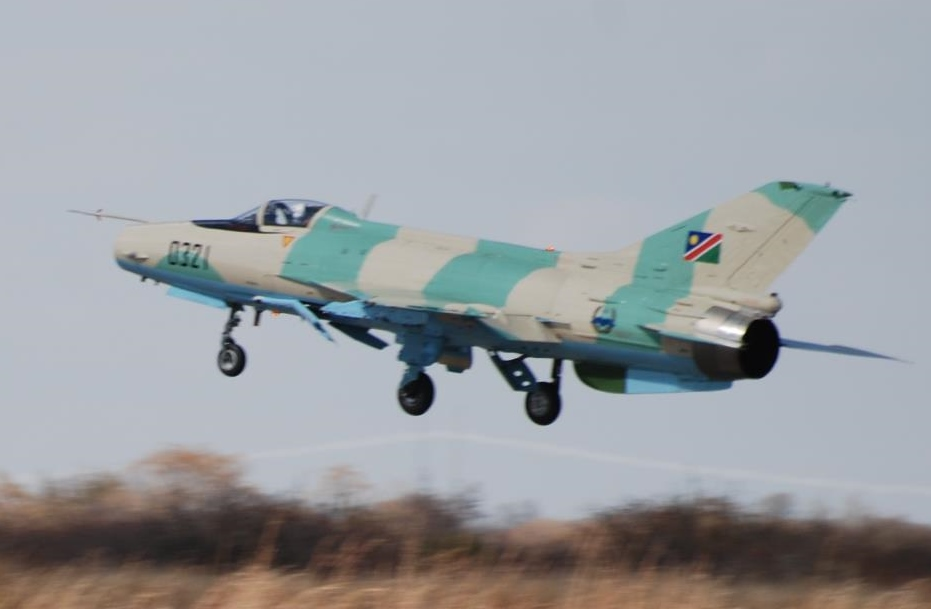
Avión de combate F-7

La Dirección del Inspector General de Defensa es responsable de mantener la eficiencia y eficacia de la Fuerza. También investiga las quejas internas y externas. La actual Inspectora General de Defensa es la General de Brigada Fiina Amupolo.

### Rangos de las Fuerzas de Defensa de Namibia
Los rangos de las Fuerzas de Defensa de Namibia se basan en la estructura de rangos de la Commonwealth. No existe un rango aprobado de general de cuatro estrellas en las Fuerzas de Defensa de Namibia. El Jefe de las Fuerzas de Defensa es un nombramiento singular que conlleva la elevación al rango de teniente general para un oficial del Ejército de Tierra, mariscal del aire para un oficial de la Fuerza Aérea y vicealmirante para un oficial de la Armada. Los comandantes de armas de los servicios, es decir, los comandantes del Ejército de Tierra, de la Fuerza Aérea y de la Armada, tienen rango de general de división, vicealmirante del aire y contralmirante. El rango de brigadier también se ha transformado en general de brigada. Los jefes de dirección son siempre generales de brigada, como el Jefe de Estado Mayor de la Inteligencia de Defensa.
| Ejército                 | Fuerza Aérea             | Marina                            |
| Oficiales generales      | Oficiales aéreos         | Oficiales de bandera              |
| ------------------------ | ------------------------ | --------------------------------- |
| Teniente General         | Mariscal del aire        | Vicealmirante                     |
| General de División      | Vicemariscal del Aire    | Contralmirante                    |
| General de División      | Comodoro aéreo           | Contralmirante (Grado Subalterno) |
| Oficiales superiores     | Oficiales superiores     | Oficiales superiores              |
| Coronel                  | Capitán de grupo         | Capitán (marina)                  |
| Teniente coronel         | Comandante de ala        | Comandante                        |
| Mayor                    | Jefe de escuadrón        | Teniente comandante               |
| Oficiales subalternos    | Oficiales subalternos    | Oficiales subalternos             |
| Capitán                  | Teniente de vuelo        | Teniente de navío                 |
| Teniente                 | Oficial de vuelo         | Teniente (grado subalterno)       |
| Teniente 2º              | Oficial piloto           | Alférez                           |
| Suboficiales             | Suboficiales             | Suboficiales                      |
| Suboficial 1             | Suboficial 1             | Suboficial 1                      |
| Suboficial 2             | Suboficial 2             | Suboficial 2                      |
| Suboficiales principales | Suboficiales principales | Suboficiales principales          |
| Sargento primero         | Sargento de vuelo        | Contramaestre principal           |
| Sargento                 | Sargento                 | Contramaestre                     |
| Suboficiales jóvenes     | Suboficiales jóvenes     | Suboficiales jóvenes              |
| Cabo                     | Aviador                  | Marinero principal                |
| Cabo primero             | Piloto de aeronave       | Marinero de primera               |
| Enlistado                | Enlistado                | Enlistado                         |
| Soldado                  | Soldado                  | Marinero                          |

Nombramientos de suboficiales de clase 1
Cualquier suboficial de la clase 1 puede ser destinado a puestos sustantivos, entre ellos
| Ejército                                            | Fuerza Aérea                                        | Marina                                              |
| --------------------------------------------------- | --------------------------------------------------- | --------------------------------------------------- |
| Sargento Mayor de las Fuerzas de Defensa de Namibia | Sargento Mayor de las Fuerzas de Defensa de Namibia | Sargento Mayor de las Fuerzas de Defensa de Namibia |
| Sargento Mayor del Ejército de Tierra               | Sargento Mayor de las Fuerzas Aéreas                | Maestro de Armas de la Armada                       |
| Sargento Mayor de Formación                         | Sargento Mayor de Formación                         | Maestro de Armas del Mando                          |
| Sargento Mayor de Regimiento                        | Sargento Mayor de Regimiento                        | Capitán de Armas                                    |

## Ejército
El brazo de servicio terrestre de las fuerzas de Defensa es el Ejército de Namibia, que es también el mayor de los brazos de servicio del FDN.

## Marina
El desarrollo de la rama de guerra marítima ha sido lento, y la fuerza no se estableció formalmente hasta 2004, 14 años después de la independencia. En la actualidad, cuenta con más de 1.100 efectivos y despliega un pequeño número de patrulleras ligeramente armadas. La amplia ayuda brasileña contribuyó a su desarrollo.

## Cuarteles Generales Conjuntos

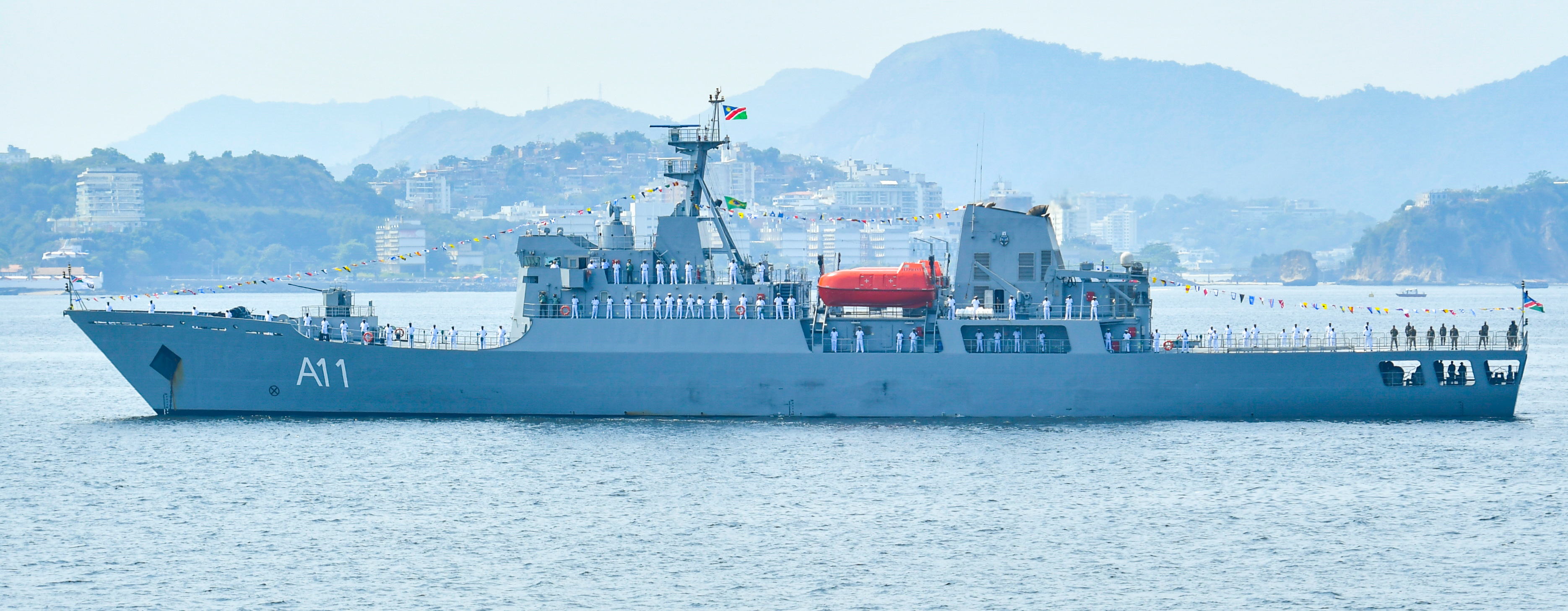
Elefante NS

Los Cuarteles Generales Conjuntos son una institución a nivel de Brazo de Servicio en la Fuerza de Defensa y son creados por el ministro de Defensa en términos de la sección 13 de la Ley de Defensa.

## Instituciones de formación

### Escuela de Combate del Ejército
Situada en la base militar de Oshivelo, la escuela ofrece a las unidades y grupos de combate la posibilidad de poner a prueba sus habilidades de lucha en combate convencional y no convencional. La escuela también ofrece cursos como
- Curso de Comandante de Grupo de Compañía (CGC)
- Curso de Comandante de Pelotón (PCC)
- Curso para Comandantes de Pelotón
- Curso para Comandantes de Sección

### Centro de Formación Técnica del Ejército
Establecido en 2011, el centro técnico imparte a los estudiantes conocimientos sobre reparación y mantenimiento de sistemas e instalaciones del ejército. El centro entró en servicio el 27 de febrero de 2015.

### Establecimiento de Formación de las Fuerzas de Defensa de Namibia
El Establecimiento de Formación de las Fuerzas de Defensa de Namibia es la principal unidad de formación y académica de las Fuerzas de Defensa de Namibia. Ofrece a los cadetes de oficiales y a los oficiales de las Fuerzas de Defensa de Namibia la oportunidad de obtener una cualificación académica de orientación militar. La formación y la enseñanza en la institución abarcan desde la formación militar básica hasta la formación técnica mecánica.

### Escuela de Mando y Estado Mayor de Namibia

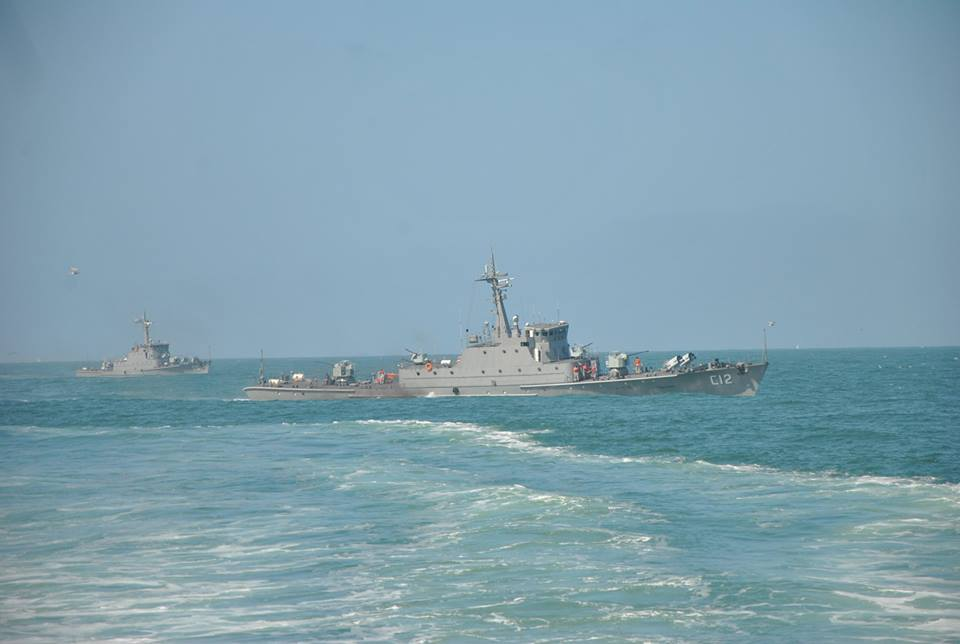
Embarcaciones tipo 037 de la Armada

La Escuela de Mando y Estado Mayor de Namibia ofrece el Curso de Estado Mayor Junior (JSC) y el Curso de Mando y Estado Mayor Senior (SCSC). Proporciona formación de personal para preparar a los estudiantes para los nombramientos de personal.

### Escuela de Paracaidismo
La escuela aerotransportada de paracaidistas del ejército tiene su sede en la base aérea de Grootfontein. En ella, alumnos de todas las ramas del ejército se forman para ser especialistas en paracaidismo. La escuela fue creada con la ayuda de la empresa privada sudafricana de formación militar en paracaidismo Chute Systems, que está formando a las fuerzas aerotransportadas de Namibia y al personal asociado, por ejemplo, a los montadores de paracaídas.

### Escuela Naval

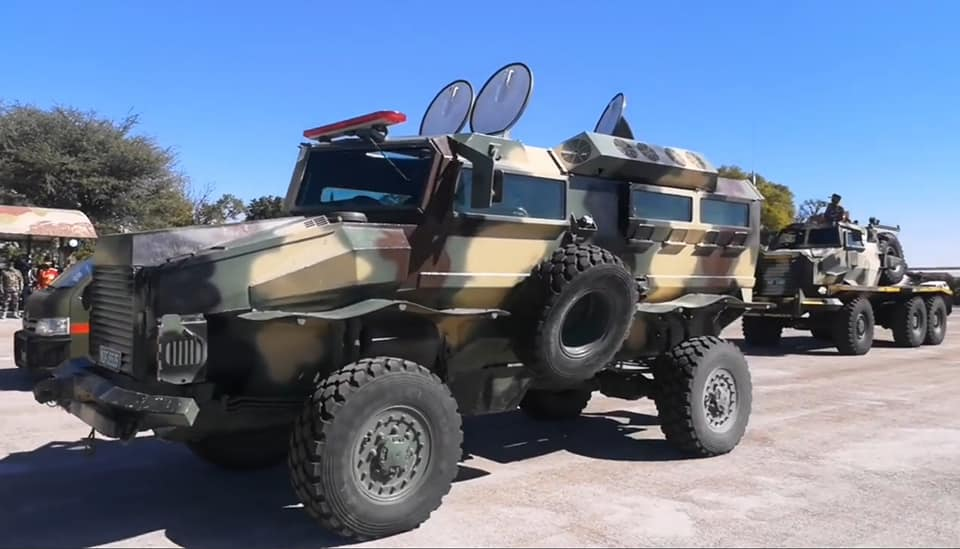
Ambulancia Wer'Wolf

Creada el 22 de noviembre de 2009, la Escuela de Formación Naval fue puesta en servicio por el presidente Hage Geingob el 22 de julio de 2016. Está dividida administrativamente en dos secciones, el Ala de Formación de Marineros y el Ala de Formación de Marinos. Ofrece los siguientes cursos
- Curso Básico de Marinería
- Curso de especialización
- Curso de Comandante de Sección[32]
- Curso de Contramaestre de Infantería de Marina
- Curso de Contramaestres Marineros

### Escuela de Estudios de Fuerza Aérea
La Escuela de Estudios de Poder Aéreo funciona conjuntamente con la Academia de Formación de Aviación de Namibia, que forma a pilotos y técnicos.

### Escuela de Ciencias Militares
La Escuela de Ciencias Militares, gestionada conjuntamente con la Universidad de Namibia, ofrece a los oficiales de las fuerzas de defensa cualificaciones que van desde la licenciatura con honores en el campo de la náutica, el ejército y la aeronáutica, hasta un diploma de Postgrado en Estudios Estratégicos y de Seguridad, y un Máster en Estudios Estratégicos y de Seguridad (MA-SSS).

### Escuela de Señales

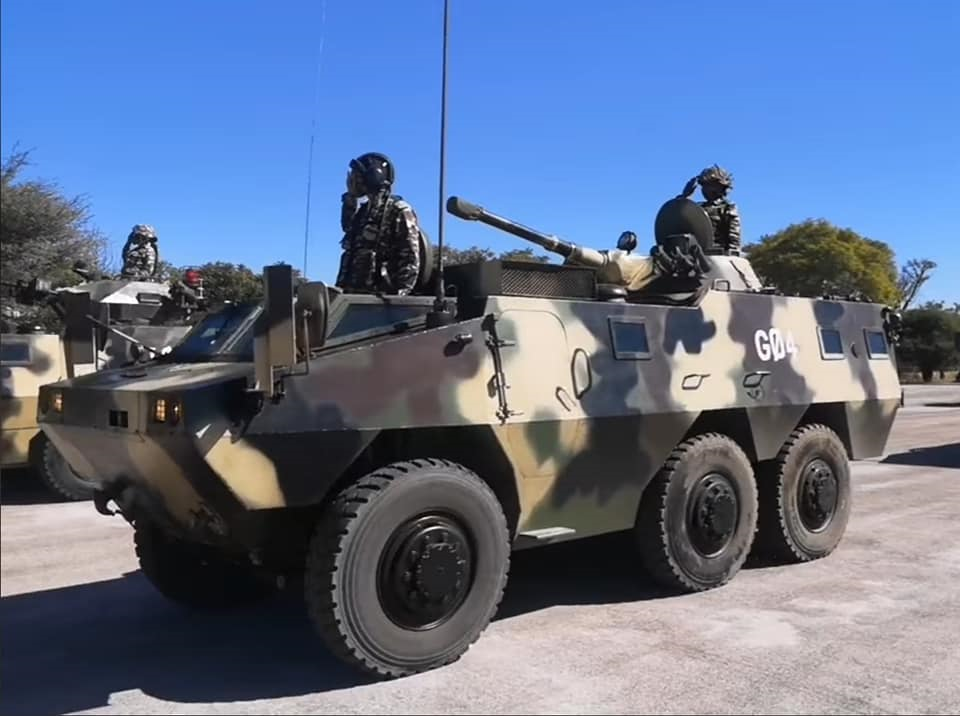
WZ-523 IFV del Ejército

La Escuela de Señales ofrece formación a todo el personal que desee especializarse en el campo de las comunicaciones. La Escuela de Señales se formó en 2015 a partir de la antigua Ala de Formación de Señales y del Centro de Formación Informática de la Escuela Militar. La escuela está ubicada junto a la escuela militar. Consta de cuatro alas, un ala de administración y tres alas de formación. La escuela ofrece los siguientes cursos
- Cursos de comunicación
- Cursos para oficiales de señales
- Cursos de informática